# Edward Meyers McCreight
Edward Meyers McCreight é um cientista da computação estadunidense.
Inventou conjuntamente com Rudolf Bayer a Árvore B, quando trabalhava na Boeing,
foi um dos projetistas do Xerox Alto,
e, com Severo Ornstein, dirigiu o projeto e construção do computador Xerox Dorado, quando trabalhava na Xerox Palo Alto Research Center. Também trabalhou na Adobe Systems.